# 相模原市
相模原市（日语：／ Sagamihara shi */?）是位於日本神奈川縣北部的城市，為神奈川縣內僅次於横濱市和川崎市的人口第三大城市。2007年3月11日合併2町後人口超過70萬。2010年4月1日成為政令指定都市，是日本第19個、以及神奈川縣第3個政令指定都市。下轄綠區、中央區、南區等3區。透過鐵路約40分鐘可到達東京、橫濱市中心。

## 交通

### 鐵路
東日本旅客鐵道
- 橫濱線：古淵站 - 淵野邊站 - 矢部站 - 相模原站 - 橋本站
- 相模線：相武台下站 - 下溝站 - 原當麻站 - 番田站 - 上溝站 - 南橋本站 - 橋本站
- 中央本線：相模湖站 - 藤野站

京王電鐵
- 相模原線：橋本站

小田急電鐵
- 小田原線：相模大野站 - 小田急相模原站
- 江之島線：相模大野站 - 東林間站

### 巴士
- 神奈川中央交通
  - 相模神奈交巴士
  - 津久井神奈交巴士
- 京王巴士南
- 富士急山梨巴士

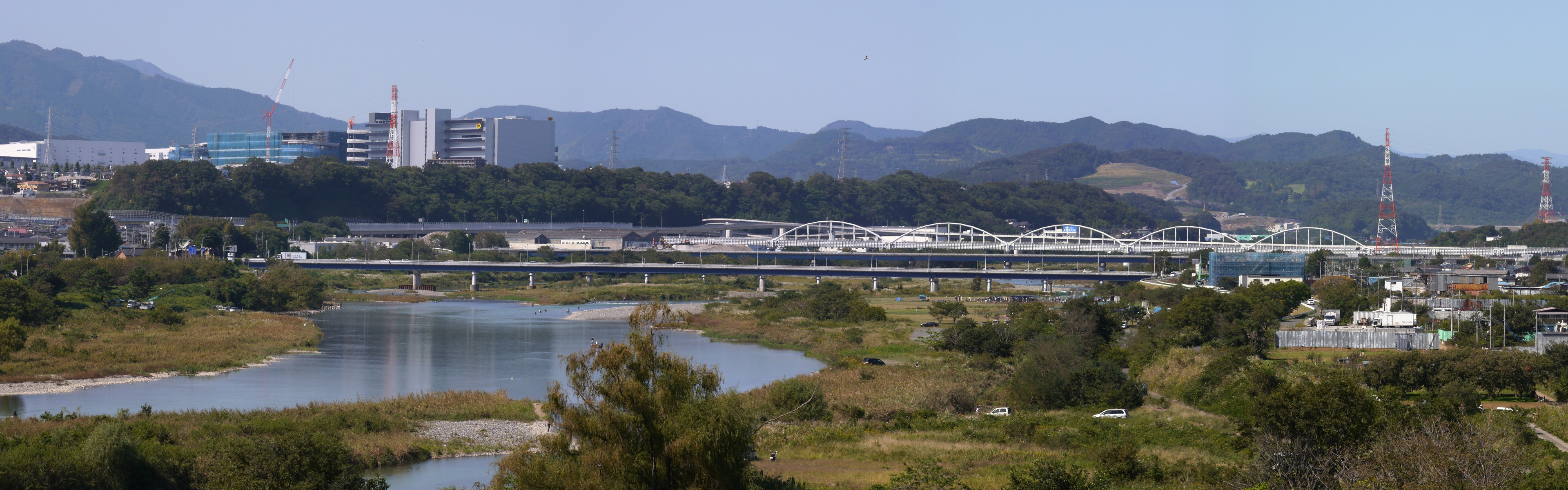
相模川水路橋
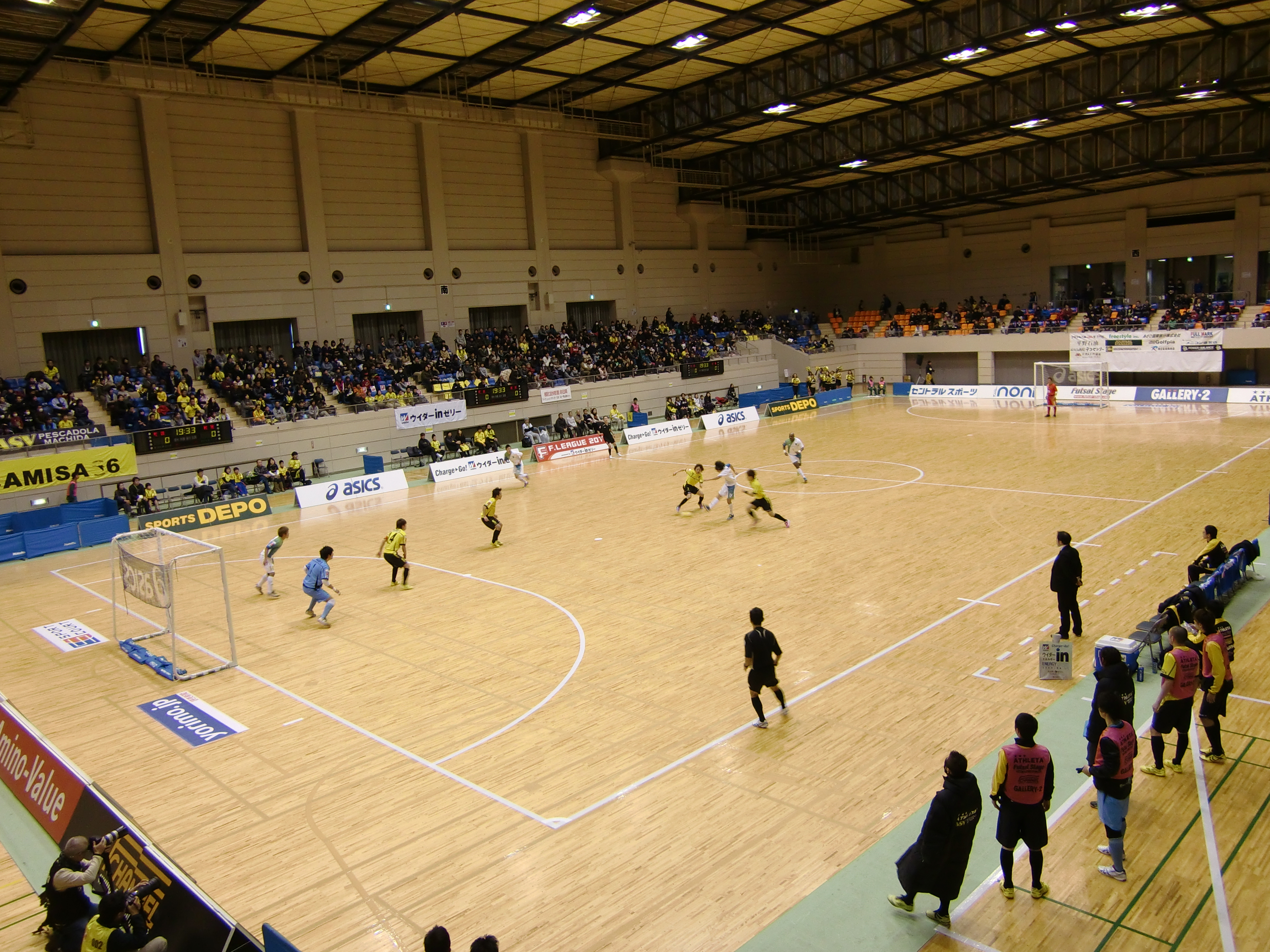
相模原市綜合體育館
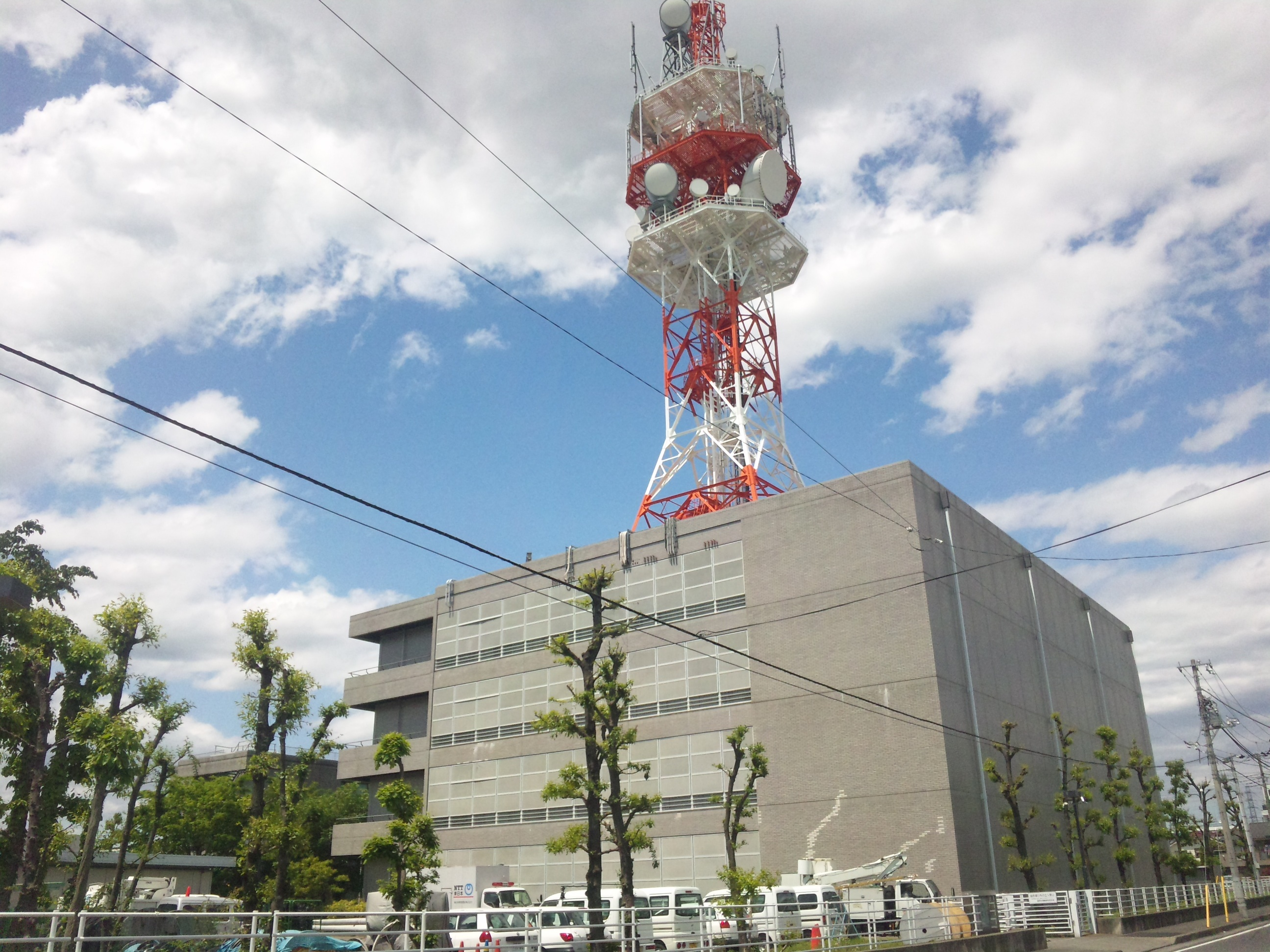
NTT廣播站
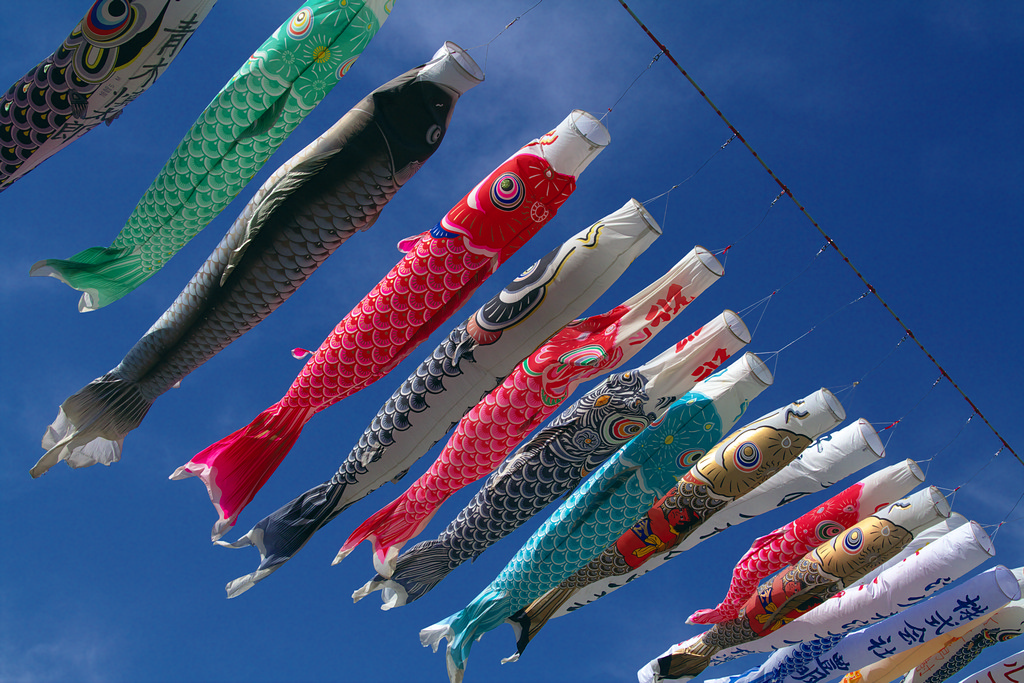
相模川鯉魚旗
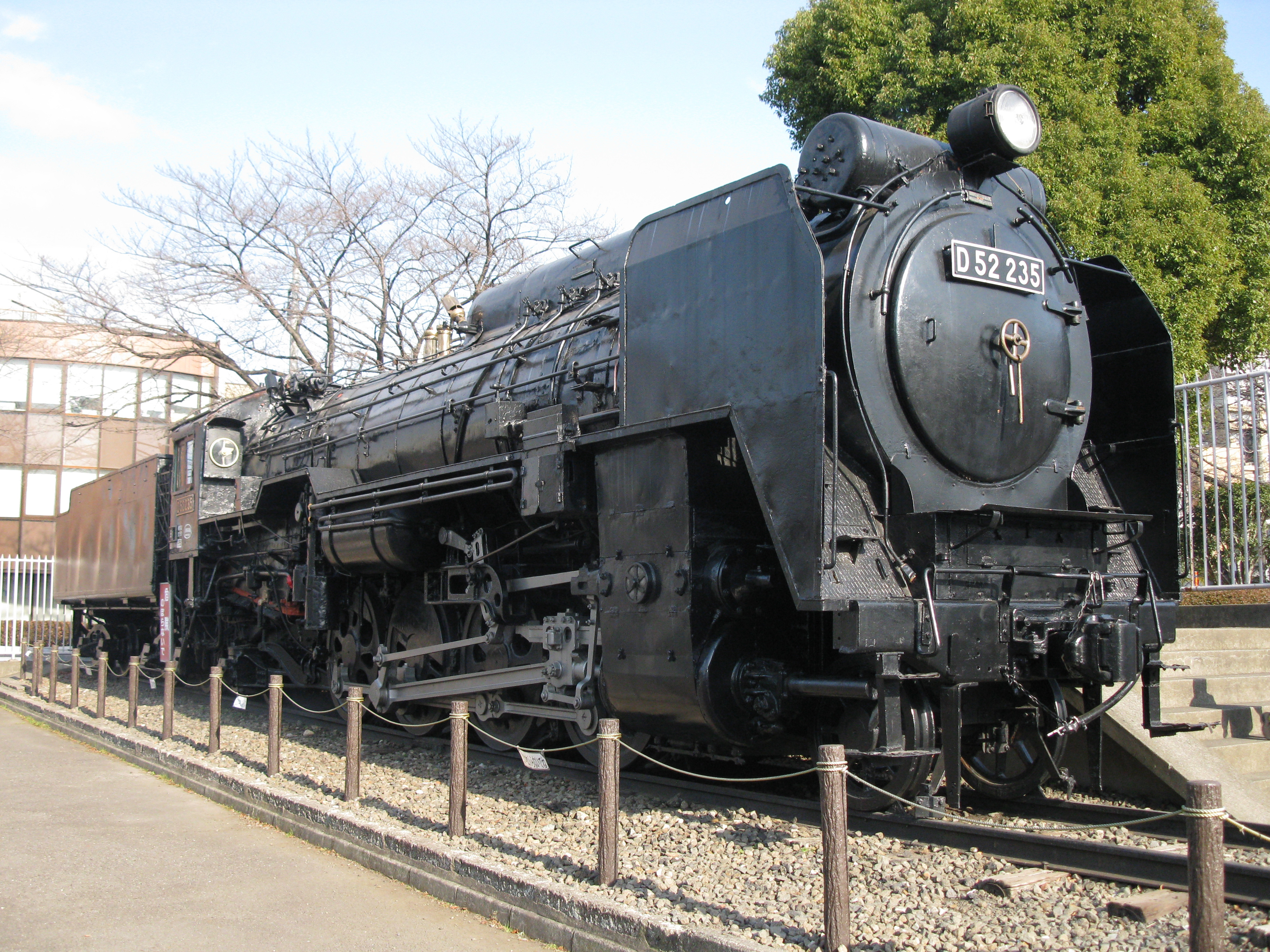
中央公園
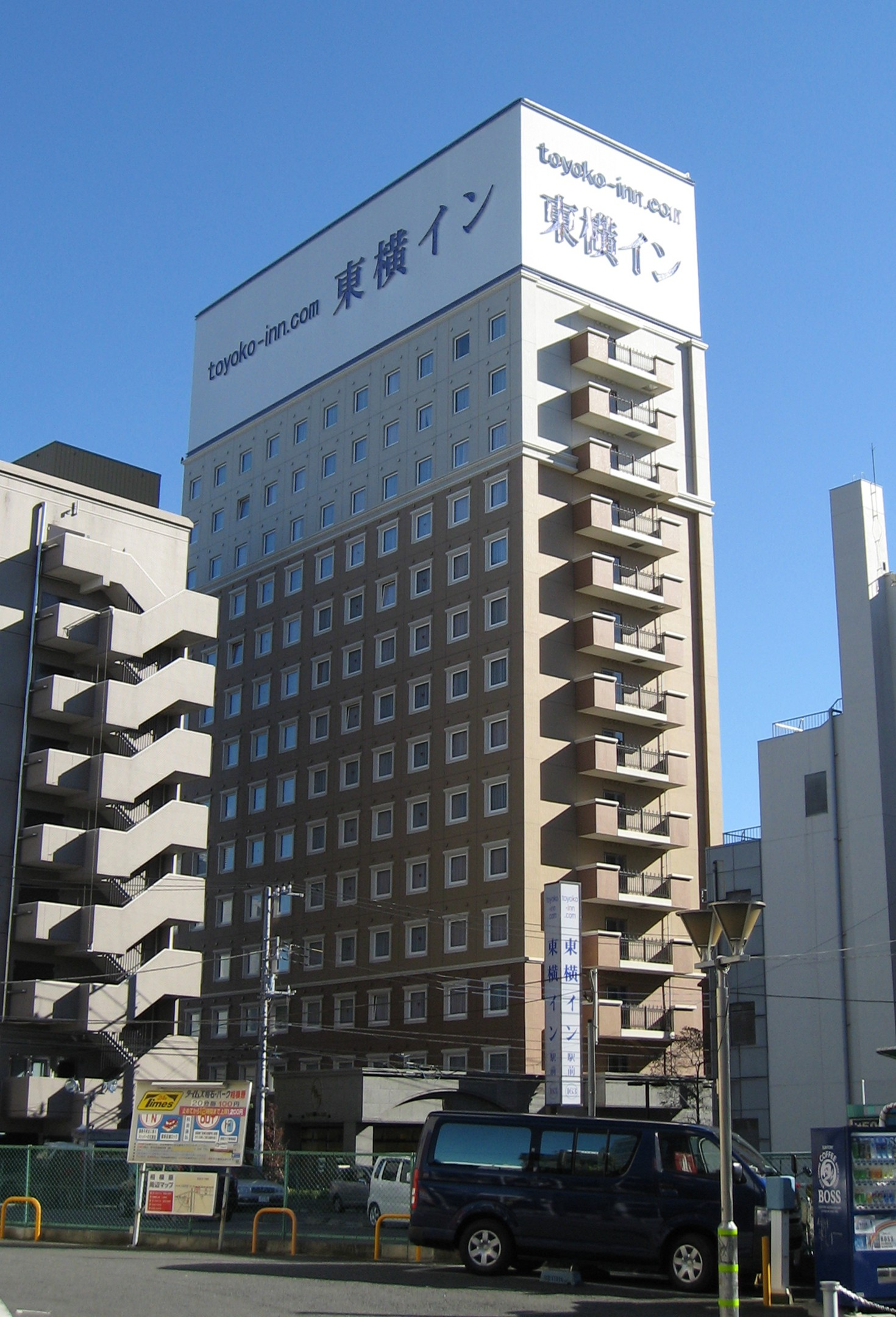
東橫大飯店
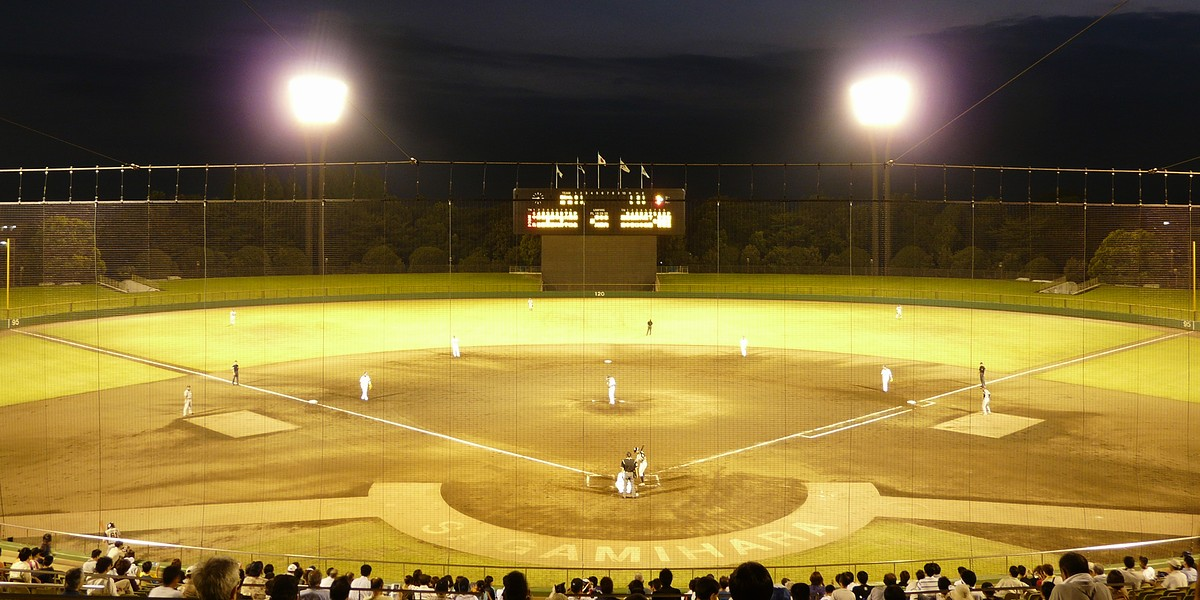
市立棒球場
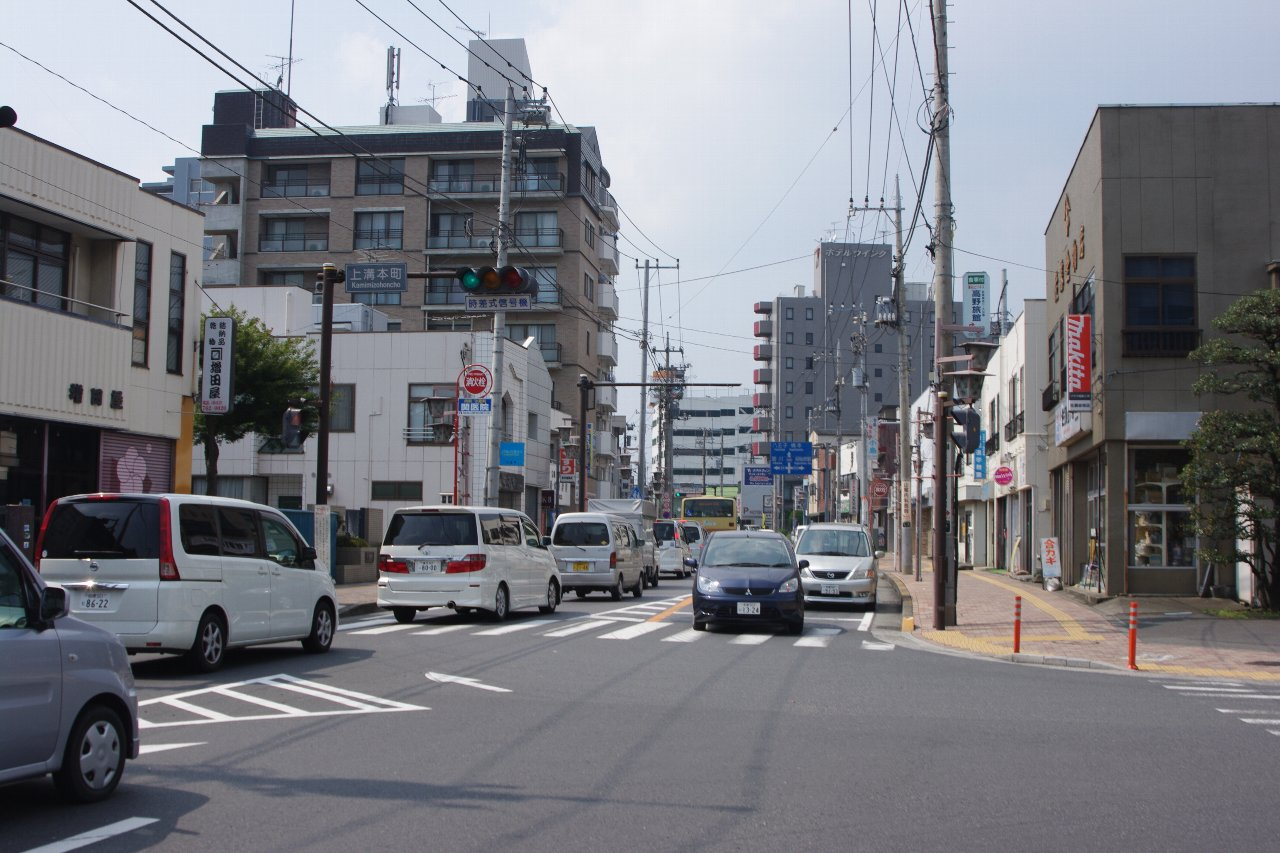
上溝舊城區
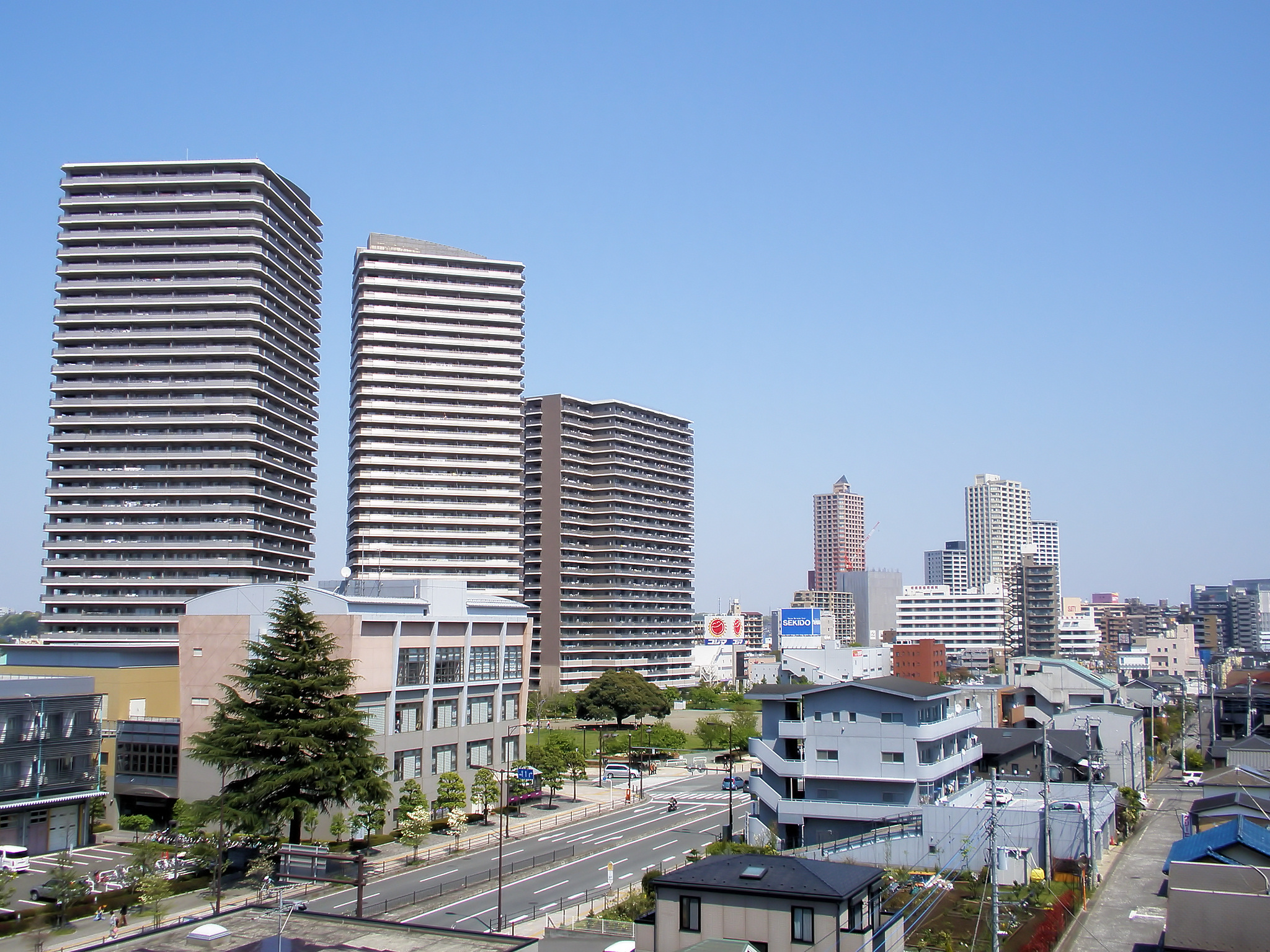
綠區
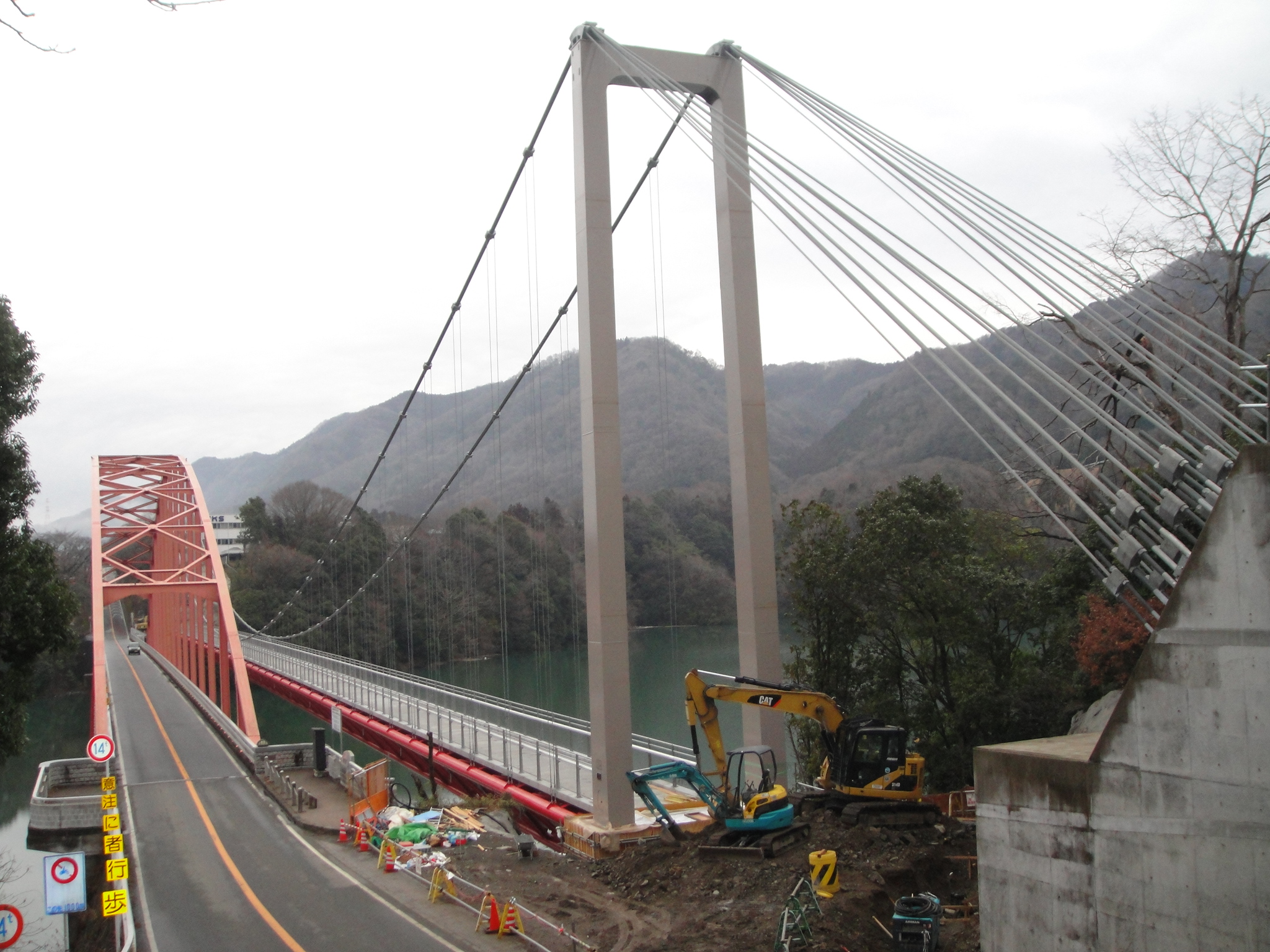
津久井湖
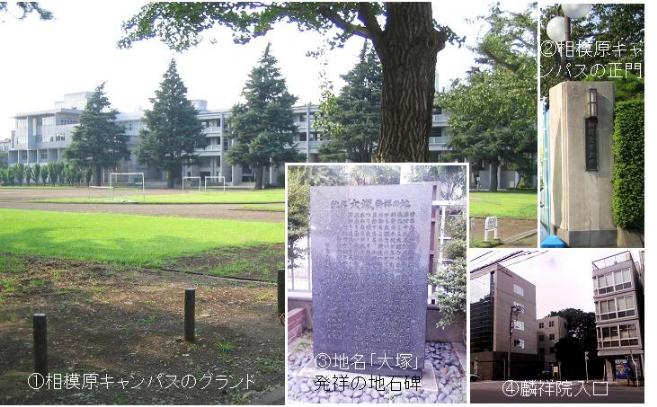
相模女子大学

### 道路
收費道路
- 中央自動車道：相模湖東出口－相模湖交流道－藤野休息區
- 首都圈中央連絡自動車道（圈央道）：相模原愛川交流道

一般國道
- 國道16號（東京環狀）※
- 國道20號（甲州街道）※
- 國道129號（大山道）
- 國道412號（津久井道）
- 國道413號（津久井街道、道志道）
※符號的國道屬相武國道事務所管轄，其餘由相模原市管理。

都道府縣道
- 神奈川縣道35號四日市場上野原線
- 神奈川縣道46號相模原茅崎線
- 神奈川縣道48號鍛冶谷相模原線
- 神奈川縣道51號町田厚木線（行幸道路）
- 神奈川縣道52號相模原町田線（北里通）
- 神奈川縣道54號相模原愛川線
- 神奈川縣道、東京都道57號相模原大蔵町線（芝溝街道）
- 神奈川縣道60號厚木津久井線
- 神奈川縣道63號相模原大磯線
- 神奈川縣道64號伊勢原津久井線（宮瀨湖線）
- 神奈川縣道65號厚木愛川津久井線（舊津久井街道）
- 神奈川縣道76號山北藤野線
- 神奈川縣道502號淵野邊停車場線（天琴座通）
- 神奈川縣道503號相模原立川線
- 神奈川縣道504號相模原停車場線（相模夢大通）
- 神奈川縣道505號橋本停車場線
- 神奈川縣道506號八王子城山線
- 神奈川縣道507號相武台相模原線（村富線）
- 神奈川縣道508號厚木城山線（舊大山道、舊國道129號）
- 神奈川縣道509號相武台下停車場線
- 神奈川縣道510號長竹川尻線
- 神奈川縣道511號太井上依知線
- 神奈川縣道513號鳥屋川尻線
- 神奈川縣道514號宮瀨愛川線
- 神奈川縣道515號三井相模湖線
- 神奈川縣道516號淺川相模湖線
- 神奈川縣道517號奧牧野相模湖線
- 神奈川縣道518號藤野津久井線
- 神奈川縣道519號相模湖停車場線
- 神奈川縣道520號吉野上野原停車場線
- 神奈川縣道521號佐野川上野原線
- 神奈川縣道522號棡原藤野線
- 神奈川縣道523號藤野停車場線
- 神奈川縣道525號府中相模原線

## 姊妹、合作城市

### 日本國內
- 銀河聯邦：由設有當時宇宙科學研究所設施的自治體所組成的聯盟，除指明外，均於1987年11月8日聯盟成立時簽署合作協議。
  - 岩手縣大船渡市（開始合作時為岩手縣氣仙郡三陸町）
  - 秋田縣能代市
  - 長野縣佐久市（開始合作時為長野縣南佐久郡臼田町）
  - 鹿兒島縣肝屬郡肝付町（開始合作時為鹿兒島縣肝屬郡內之浦町）
  - 北海道廣尾郡大樹町（2010年4月1日加盟）
- 長野縣北佐久郡立科町：2007年5月12日簽署合作協議。

### 日本國外
- 加拿大多倫多
  - 1991年5月31日與士嘉堡簽署合作協議
  - 1998年1月1日士嘉堡併入多倫多，與多倫多簽署合作協議
- 加拿大特雷爾市（英语：Trail, British Columbia）
  - 1991年4月15日原津久井町與特雷爾簽署合作協議
  - 2006年3月20日津久井町併入相模原市，與特雷爾簽署合作協議
- 中华人民共和国無錫市
  - 1985年10月6日簽署合作協議

## 外部連結
行政
- 相模原市 （页面存档备份，存于）（日語）

觀光
- 相模原市觀光協會 （页面存档备份，存于）（日語）
- 藤野觀光協會 （页面存档备份，存于）（日語）